# Saint-Germain-du-Corbéis
Saint-Germain-du-Corbéis – miejscowość i gmina we Francji, w regionie Normandia, w departamencie Orne.
Według danych na rok 1990 gminę zamieszkiwało 4176 osób, a gęstość zaludnienia wynosiła 555 osób/km² (wśród 1815 gmin Dolnej Normandii Saint-Germain-du-Corbéis plasuje się na 45. miejscu pod względem liczby ludności, natomiast pod względem powierzchni na miejscu 681.).